# Kostel svatého Jana Křtitele (Byšice)
Římskokatolický hřbitovní, filiální kostel svatého Jana Křtitele v Byšicích je barokní sakrální stavba. Od roku 1966 je kostel chráněn jako kulturní památka.

## Historie

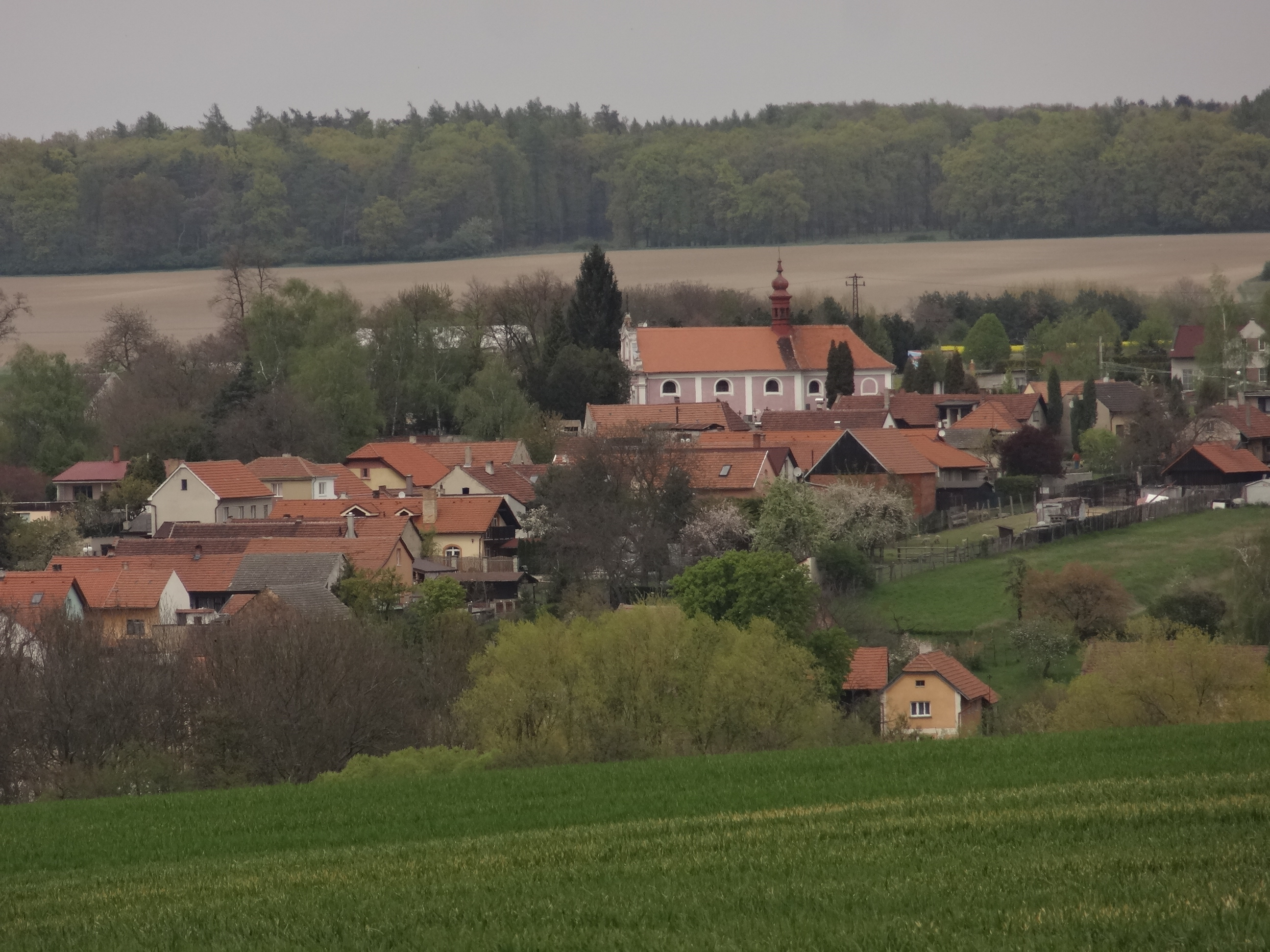
Celkový pohled na Byšice s kostelem na návrší od jihu z polí „U starého mlýna“

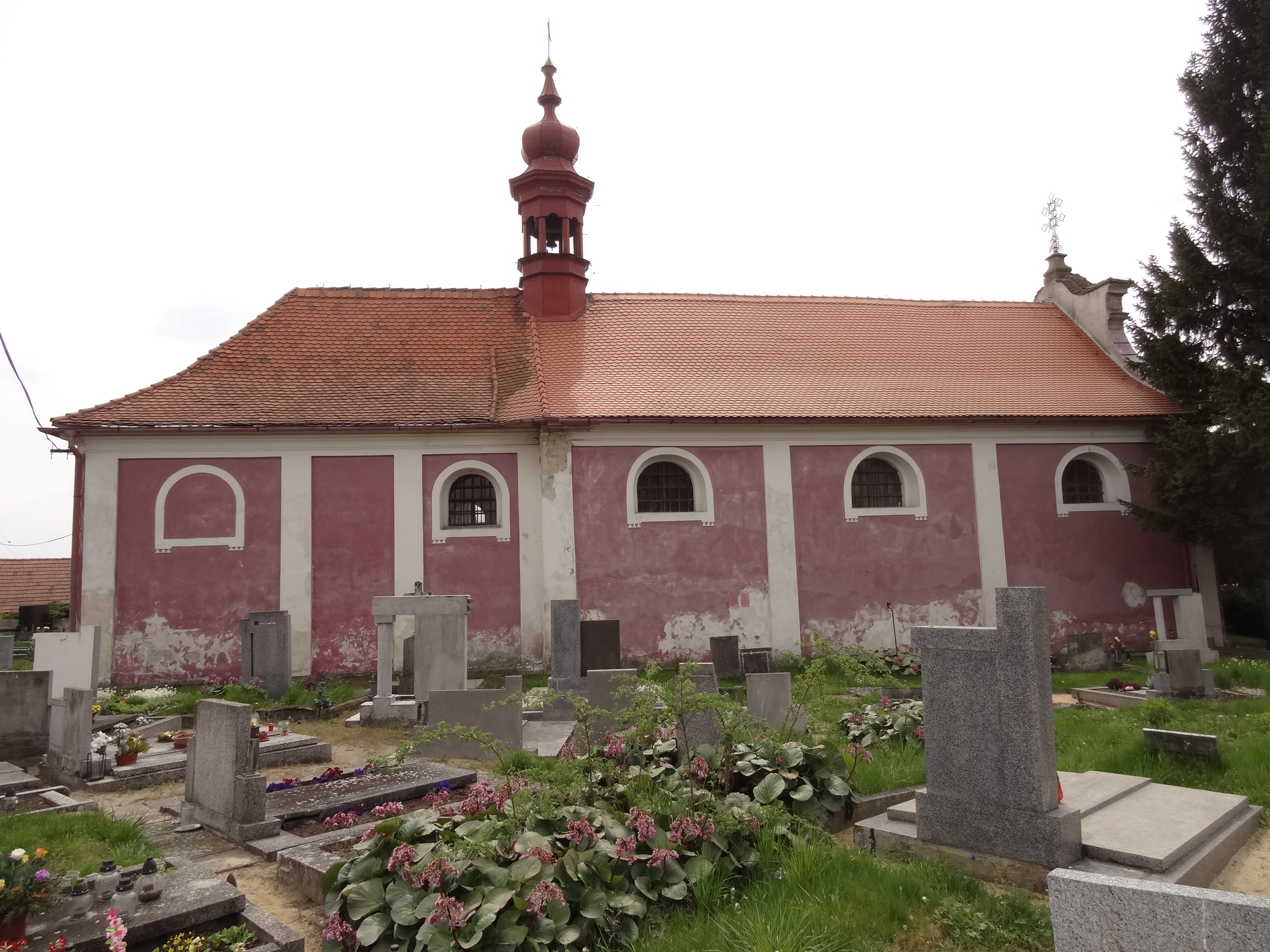
Bok hřbitovního kostela v Byšicích

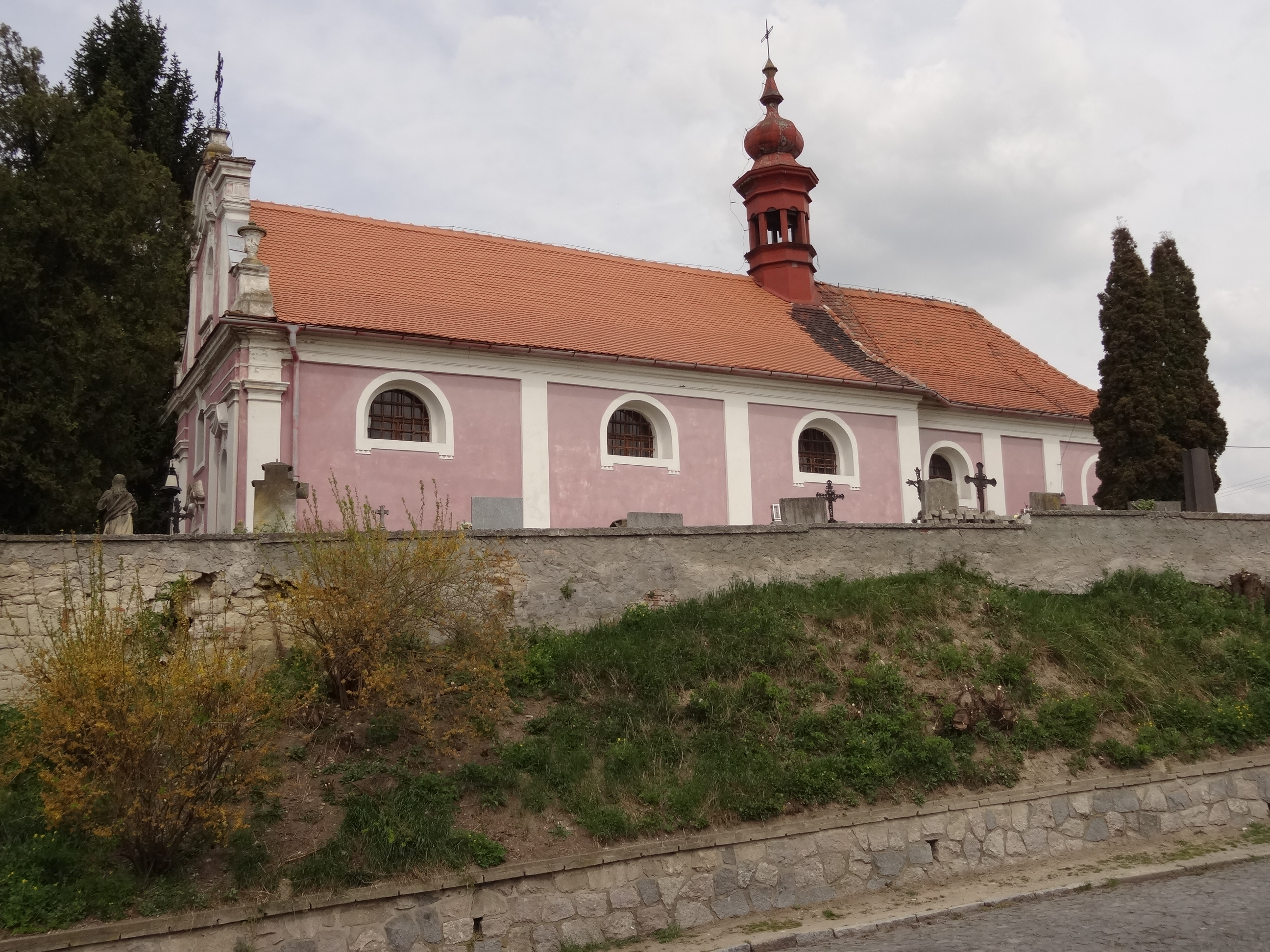
Kostel v Byšicích ze silnice

Kostel byl postaven v letech 1690–1693. Jeho průčelí bylo upraveno v 1. polovině 18. století.

## Architektura
Jedná se o jednolodní obdélnou stavbu. Má obdélný, trojboce ukončený presbytář. V ose stavby se nachází obdélná sakristie. Průčelí kostela je členěno pilastry. V bočních polí průčelí jsou niky. Ve středu průčelí je obdélný portál se supraportou a obdélné okno se segmentovým záklenkem. V bočních partiích průčelí nad pilastry probíhá kladí. Nad střední částí je pak římsa. Průčelí je ukončeno křídlovým štítem s vázami, pilastry a nikou. Boční fasády mají lizénové rámce a polokruhová okna.
Presbytář a sakristie mají valenou klenbu s lunetami. Loď má plochý strop. Na klenbě a stěně presbytáře a polokruhového triumfálního oblouku je nevýrazná štuková výzdoba. Stěny lodi jsou členěny římsovými pilastry se štukovou dekorací. Na stropě lodi se nacházejí štukové vykrajované pole.

## Zařízení
Hlavní oltář je rámový, akantový. Pochází z období kolem roku 1700. Je na něm obraz sv. Jana Křtitele od Františka Maischaidera. Tabernákl a branky oltáře jsou rokokové. Sochy sv. Šebestiána a sv. Rocha pocházejí z období kolem roku 1700. Dva boční protějškové oltáře jsou z konce 17. století. Jsou portálové a jsou na nich obrazy z roku 1900 od A. Marčana. Kazatelna pochází z konce 17. století. Socha sv. Václava je z poloviny 18. století a barokní Pieta pochází z konce 17. století. Na kruchtě se nachází dřevěný reliéf Panny Marie v paprskovém rámu. Je obklopený vojenskými emblémy z období kolem roku 1700. V roce 1980-1984 v době působení Josefa Dolisty došlo k mnoha opravám uvnitř kostela.

## Okolí kostela
U cesty směrem k Liblicím se nachází barokní výklenková kaple.